# Месроп Маштоц
Месро́п Машто́ц (арм. Մեսրոպ Մաշտոցо файле [mɛsˈɾop maʃˈtotsʰ] или Месро́б Машто́ц з.-арм. [mɛsˈɾob maʃˈtotsʰ]; около 361/362, селение Ацик, провинция Тарон, близ озера Ван — 17 февраля 440, Вагаршапат) — армянский учёный-языковед, создатель армянского алфавита, основоположник армянской литературы и письменности, национальной школы и педагогической мысли, просветитель, миссионер, переводчик Библии, теолог, святой Армянской апостольской церкви и Армянской католической церкви. Историческая миссия Маштоца сыграла важнейшую роль для дальнейшего сохранения армянской идентичности. Согласно мнению некоторых историков, являлся также создателем грузинского  и агванского алфавитов.

## Биография

### Ранние годы. Происхождение
По рукописному тексту его биографа Корюна употребительнее имя Маштоц, и лишь в заглавии — Месровп или Месроп. У Мовсеса Хоренаци последовательно Месроп, и лишь в одном случае — Маштоц. Дата рождения Месропа Маштоца точно не известна. На сегодняшний день в исторической науке общепринято, что он родился между 361 и 362 годами. Как его ученик и биограф Корюн, так и все другие источники в качестве места его рождения называют селение Ацик северо-западнее озера Ван в провинции Тарон, являвшейся одним из религиозных центров тогдашней Армении. Также ничего не известно о его родителях, кроме того, что отца звали Вардан. Историк V века Бузанд, упоминая Ацик в связи с другим событием, называет его деревней карчазатов. В переводе это слово означает «полусвободный» (от «карч» — ограниченный, короткий, и «азат» — свободный). Касаясь этой социальной категории древней Армении, исследователи полагают, что они, вероятно, были обязаны служить в ополчении всадников, в результате чего получали некоторые привилегии. Хотя это мнение в настоящее время является преобладающим, на основе других источников его иногда называют «сыном свободного крестьянина». Происходя, вероятно, из небедной семьи, Маштоц получил образование в начале 370 годов в одной из грекоязычных школ в Тароне. Кроме родного армянского, владел греческим, сирийским и персидским языками. Первоначальное греческое образование Маштоца было не самым высоким для своего времени: по сообщению историка конца V столетия Парпеци, он умел читать на этом языке по слогам, тогда как персидским и сирийским владел блестяще. Позже изучал кавказские языки.

### При дворе царя
По выражению Роберта Томсона, Маштоц «начал карьеру, которая изменила Армению». Корюн сообщает, что Маштоц служил при дворе Аршакидов, царей Великой Армении, в период азарапетства некого Аравана. Согласно Хоренаци, он был назначен секретарём при армянском дворе. Парпеци, ещё более уточняя, указывает, что Маштоц вёл службу при дворе армянского царя Хосрова IV в течение «нескольких лет». Таким образом, его переезд в столицу Вагаршапат мог произойти не ранее 385 года. Здесь он был на военной службе, имея, вероятно, воинскую степень. Утверждение опирается на сообщение Корюна о том, что «знанием ратного дела снискал (Маштоц) любовь своих воинов». В этот период служил писцом и секретарём в царской канцелярии. Считается, что годы придворной службы сыграли важнейшую роль в формировании его дальнейших религиозных и политических взглядов, о чём прямо сообщает также Хоренаци. Некоторые исследователи полагают, что переезд Маштоца в столицу и служба при дворе были обусловлены социальным происхождением его семьи. Политическая ситуация в Армении в этот период была крайне обострённой. Под ударами как Римской империи, так и государства Сасанидов армянское государство сильно ослабло. Маштоц был непосредственным очевидцем политического раздела Армении в 387 году между этими двумя державами. К сожалению, данные о начальном этапе его жизни весьма скудны, а его биограф Корюн больше концентрировался на проповеднической и просветительской деятельности своего учителя. Согласно последнему, именно при дворе он впервые глубоко изучал богослужебные писания. В 392—393 годах, будучи придворным служащим, окончательно принимает христианство.

### Монашество
Дата принятия Маштоцем монашества подтверждается хронологическими указаниями его биографа Корюна. Уже в 395—396 годах он покинул царский двор и стал проповедником Евангелия среди армянских язычников. Как пишет историк Хоренаци, ослабление и падение Армянского царства привело к оживлению языческих верований. Первым местопребыванием его и его сподвижников стало местечко Ротастак в области Гохтн (Голтн) вблизи Нахичевани. В течение последующих лет Голтн, наряду с Вагаршапатом, продолжал оставаться одним из основных мест его деятельности, куда он периодически возвращался.
Маштоц устно переводил для людей Библию, доступную лишь на чуждых народу греческом и сирийском языках.
«Однако во время своего проповедничества блаженный Месроп испытывал немало трудностей, ибо он был одновременно и чтецом, и переводчиком. Если же читал кто-либо другой, а его при этом не было, то народ ничего не понимал за отсутствием переводчика».
 В этот период своей деятельности он вёл в основном отшельническую жизнь. После 387 года большая часть Армении оказалась под властью Персии, и греческие школы были закрыты, страна переживала глубокий политический и культурный кризис.
Спасение распадающегося армянского государства Маштоц видел только в укреплении христианской веры среди всего армянского народа. Национальный алфавит должен был стать средством развития армянской раннефеодальной культуры и, тем самым, средством сохранения политической, религиозной и культурной самобытности армян. Чувство национального единства во многом способствовало реализации этой идеи.
Распространение христианства побудило Месропа Маштоца начать работу по созданию армянского алфавита для перевода Библии и богослужебных книг. Первые попытки Маштоц предпринял, когда только начал проповедовать в конце 390 годов в Голтне и Сюнике, где его поддерживали местные князья. Как пишет Корюн, «Он задумал ещё более озаботиться об утешении всей страны». За содействием в создании армянского алфавита Маштоц обратился к католикосу. В столице Вагаршапате его замысел встретил поддержку со стороны Саака Партева, который также имел похожую идею, «Месроп, придя к нему по поводу изыскания армянских письмён, нашёл его ещё более жаждущим их» — пишет Хоренаци. Вместе с католикосом они приступают к поискам подходящего алфавита для перевода богослужебных книг.

### Вагаршапатское собрание
С целью создания армянского алфавита был созван специальный церковный собор, «созыв совета блаженных братьев, пекущихся о стране (армянской), дабы создать алфавит для армянского народа». В Вагаршапатский синод прибывают все епископы армянской церкви. Синод был созван по инициативе Маштоца, однако роль армянского католикоса в нём была весьма значима. Это событие стало не только знаком официальной поддержки Месропа Маштоца со стороны церкви, но также проявлением позиции государства по отношению к общегосударственному вопросу. Несмотря на то, что к этому времени вопрос создания национального алфавита и перевода Библии давно назрел, именно Вагаршапатский синод стал началом процесса его создания. Он практически был официальным решением церкви о необходимости создания алфавита и перевода богослужебных книг, отмены в стране сирийской, парфянской и греческой письменности и, тем самым, избавления от некоторого влияния греческой и сирийской церкви. Вероятно, в синоде участвовали не только духовные, но также и светские деятели. Царь Врамшапух, вернувшись в то время из Месопотамии, был оповещён о «расспросах и поисках и многих трудностях» Месропа Маштоца и католикоса. Поддержав эту инициативу, он извещает о существовании в Месопотамии древнего армянского алфавита.
Вопрос изначально не носил характер только церковной или религиозной реформы, осознавалось его общенациональное политическое значение.

…видя, что Армянскому царству наступает конец, воспринял бедствие как испытание своему терпению.

С этого момента царская власть Армении фактически присоединяется к просветительскому движению Маштоца и Саака.

### Данииловы письмена. Объявление государственного языка
После Вагаршапатского собрания, примерно в 404 году, посланником царя Вагричем Хадуни от сирийского епископа Даниила в Армению были привезены так называемые «Данииловы письмена», происхождение которых до сих пор спорно. Согласно сообщениям исторических источников, это были письмена алфавита армянского языка, найденные епископом Даниилом и относившиеся к более ранней исторической эпохе. Известно также, что Месроп Маштоц и Саак Партев, будучи знакомы с существующими алфавитами их времени, приняли «Данииловы письмена» именно как древнеармянские и настойчиво пытались возродить их.

Царь Врамшапух приказывает повсюду ввести для обучения грамоте новый алфавит. 
И когда многие из них усвоили, приказал (царь) повсюду обучать этими же (письменами). Тем самым блаженный (Маштоц) был удостоен прекрасного звания вардапета. Около двух лет он занимался преподаванием и вёл (занятия) этими письменами.
Этим историческим актом он впервые объявил армянский язык в качестве государственного. Маштоц, получив степень вардапета (архимандрита), собрал первых учеников и начал обучение с использованием алфавита «Данииловых письмён». Около двух лет он вёл занятия, используя «Данииловы письмена». Однако данный алфавит не мог правильно зафиксировать фонетику тогдашнего армянского языка. Это был неполный и несовершенный алфавит. Первая попытка обретения нового алфавита завершилась провалом. Историческое значение этих событий заключалось лишь в первом огосударствлении армянского языка. После некоторого времени Маштоц приступил к созданию нового полноценного алфавита.
Современными учёными были высказаны разные точки зрения о возможном происхождении этого письма. Они могли быть как дохристианскими армянскими, так и одной из форм семитского (арамейского) алфавита, неспособного выразить богатую согласную структуру армянского языка, а также некоторые гласные звуки.

### Создание алфавита. В Месопотамии
По приказу царя и с согласия католикоса Маштоц с группой учеников предпринял экспедицию в северную Месопотамию, в города Амид, Эдесса, затем в Самосата. Главная мотивация его отправления за границу является спорной. Вероятно, он надеялся на помощь месопотамских учёных и мудрецов, менее вероятно — искал возможно существующий и сохранившийся там армянский алфавит. Сначала он посещает епископа Даниила, который обнаружил «письмена», однако, «не найдя ничего больше прежнего», отбывает в Эдессу. Этот факт указывает, по-видимому, что Маштоц вёл также поиски письменной системы, о существовании которой, возможно, он знал.
Месроп направился в один из крупнейших учебных и научных центров того времени — Эдессу — и начал свои поиски в прославленном эдесском книгохранилище.
Здесь он изучил алфавиты разных языков, ознакомился с их структурой, формами букв, принципами письма и только после этого взялся за создание алфавита. Вероятно, в этом книгохранилище он ведёт основные научные работы. Своих учеников Месроп разделил на две группы: одних оставил в Эдессе для изучения сирийской письменности, других отправил в город Самосата для изучения греческой письменности. В Месопотамии Месроп встречался с учёными, представителями светской власти и высшим духовенством, в частности с епископом Амида Акакием и епископом Эдессы Пакида. Сообщается, что они не смогли оказать ему никакой действенной помощи в деле создания подходящего алфавита.
Около 405 года в городе Эдесса, после долгих научных изысканий, Маштоц создаёт 36-буквенный армянский алфавит. Он расставляет буквы в прямом соответствии с буквами греческого алфавита. Согласно разным предположениям, в работе над созданием алфавита Маштоц использовал греческую, пехлевийскую (среднеперсидскую), эфиопскую и ряд других систем письма.
«Так претерпел он много лишений в [деле] оказания доброй помощи своему народу. И ему было даровано такое счастье всемилостивейшим богом святой десницей своей, он, как отец, породил новое и чудесное дитя — письмена армянского языка. И там он поспешно начертал, дал названия и расставил [письмена по порядку], расположил [их] по силлабам-слогам».
После создания алфавита он отправляется в город Самосата, где с греческим писцом и каллиграфом Ропаносом (Руфин) уточнил начертание армянских букв. Как сообщает летописец, «окончательно начертал все различия письмён [букв] — тонких и жирных, коротких и длинных, отдельных и двойных».
В Самосате труд по созданию армянского алфавита был завершён. Маштоц, два его ученика и писец Ропанос начали перевод Библии, используя новый алфавит, с притчей Соломоновых, осуществляя первое испытание новосозданного алфавита.
Очевидно, своим главным делом в Самосате Месроп считал именно перевод небольших отрывков из Библии и их каллиграфическое оформление.
Более века спустя после принятия Арменией христианства в качестве государственной религии, Месроп Маштоц становится первым переводчиком Библии на армянский язык.
Ропанос одновременно обучал учеников Маштоца, готовил из них писцов новой армянской письменности. После посещения сирийского епископа Маштоц с учениками возвращается в Армению. Согласно летописцу, примерно год он провёл в месопотамских городах.
В Армении католикос Саак предоставляет Месропу Маштоцу группу учёных-монахов, вместе с которыми Маштоц окончательно определяет фонетические и орфографические нормы армянского языка.
Современные лингвисты высоко оценивают заслуги Месропа Маштоца в деле создания армянского алфавита:

«Миссия Маштоца — настоящая научная, быть может первая в мире, лингвистическая экспедиция, поставившая своей целью выработку алфавита».

### Основание школ и просветительская деятельность
По возвращении в столицу Маштоц по приказу Врамшапуха начал обучать жителей области Марк. Эта территория локализуется у берегов реки Аракс в участке области Нахичевани. После «убеждения в правильности созданного алфавита» при содействии католикоса он основал Вагаршапатскую семинарию — первую высшую школу христианской Армении, куда стали собираться ученики с разных концов и областей страны. Таким образом была открыта возможность создания церковных школ на родном языке. В семинарии преподавал сам Маштоц. Вначале изучались три основных предмета т. н. тривиум: грамматика, логика и риторика, готовились в основном переводчики и проповедники. Маштоц возглавил также обучение царского двора вместе со всем азатским войском. Первые армяноязычные школы были созданы по типу греческих. Маштоц разработал методику преподавания армянского языка. Он и его помощники учили не только грамотности, но и церковному песнопению, особое внимание уделялось физической подготовке.

…отобрав по велению Врамшапуха и Саака Великого умных и здоровых детей, обладавших мягкими голосами и долгим дыханием, учредил школы во всех областях и стал учить во всех уголках персидского, но не греческого удела…

После создания алфавита в деятельности Маштоца начинается новый этап. Получив согласие царя и католикоса, с группой учеников он снова начал проповедовать в провинциях страны. Новое миссионерское путешествие он начинает с Гохтна и Сюника, где его деятельности помогал Васак Сюни, будущий марзпан (правитель) Армении. После визита в Византию и Албанию он посетил Гардман, одну из важнейших провинций северо-востока Армении. Тогда же, по приглашению Ашуши Гугаркского, Маштоц посетил край Таширк провинции Гугарк. Как правило, он объединял евангельские проповеди с обучением алфавиту и грамотности.
В 410-е годы Маштоц распространил новый алфавит в большей части Восточной Армении. В 414 году умирает царь Врамшапух — главная политическая опора деятельности Месропа Маштоца. После него на армянский престол был утверждён сын сасанидского самодержца Йездигерда I Шапур, а с 419 года в стране началось безвластие. Просветительская деятельность Маштоца происходила в обстановке политической нестабильности.
Тем временем во всей Армении развивалось широкое культурно-просветительское движение. Маштоц и Саак разослали по разным областям подготовленных учеников, доверив наиболее способным из них обучать грамоте и распространять христианство. Тогда же они, укрепив на армянской почве новую письменность, принялись за перевод Библии. Поскольку после раздела Армении греческие книги в персидской её части были запрещены, Месроп и Саак первые библейские переводы делали с сирийских текстов.

### Миссия в византийской Армении и встреча с императором Феодосием II
Завершив просветительскую деятельность в Восточной Армении, Маштоц с группой учеников и соратников отправился в Византию для основания армянских школ в Западной Армении. На границе он встретился с командующим византийских восточных войск Анатолием Флавием, который письмом известил византийского императора о намерениях Маштоца. Изначально Маштоц не получил разрешения на деятельность, из-за чего в сопровождении Вардана Мамиконяна и других учеников был вынужден лично отправиться в византийскую столицу Константинополь, оставив часть учеников в городе Мелитена у епископа Акакия Мелитинского. Первопричиной отказа было недовольство со стороны представителей духовенства Кесарии Каппадокийской, которые эти области считали частью своего престола, применяли там греческую письменность и были возмущены деятельностью Маштоца и Саака. Этим препятствием, возможно, объясняется факт столь позднего начала деятельности Месропа Маштоца в Западной Армении с момента изобретения им национального алфавита.
Переговоры в Константинополе начались не ранее марта-апреля 420 года. Маштоц с почестями был принят молодым императором Византии Феодосием II и получил его окончательное разрешение на просветительскую деятельность «со скреплёнными печатью императорскими грамотами». Согласно императорскому приказу Маштоцу далось право собрать отроков в византийской части Армении. Согласно другой грамоте Маштоц должен был искоренить секту борборитов в этих провинциях. Корюн называет эти грамоты сакерами, что является видоизменённой формой латинского sacra rescripta.
Также он получил одобрение и со стороны греческого патриарха Аттика. От византийских властей Маштоц получил титул акумит,, буквально означающий «бдящий», «вечно бодрствующий», был рукоположён экклесиастиком и записан в числе первых наставников.
Из письма императора Феодосия II армянскому католикосу (Хоренаци, III, 57):

«Повелев рассмотреть письмо, мы узнали содержание изложенного тобой и тяжко обвинили тебя за то, что ты всем сердцем предался царю язычников, а нам не счёл нужным представиться даже письменно. И в ещё большей степени вменяем тебе в вину то, что, пренебрегая мудрецами нашего города, ты обратился за научными открытиями к каким-то сирийцам. Поэтому мы были удовлетворены тем, что наши подданные пренебрегли таким учением… Но так как Месроп рассказал нам, что своим возникновением это искусство обязано благодати свыше, то мы распорядились, чтобы обучались [у него] со всем усердием…»

Все затраты и прочие издержки по обучению грамоте и распространению христианства оплачивались из византийской казны. Вероятно, были проведены параллельные переговоры и с кесарийским престолом. Согласно некоторым исследованиям, позитивное отношение к миссии Маштоца со стороны византийского двора имело также политическую подоплёку на фоне усиления политического влияния Сасанидов в Армении.
Несмотря на это, высокий трон и патриарх обвинили армянского католикоса Саака в том, что он и Маштоц в деле создания армянского алфавита не обратились к византийским учёным, и армянская церковь тем самым стремится к освобождению от всякого византийского влияния.

Из письма греческого патриарха Аттика к армянскому католикосу (Хоренаци, III, 57):

«Воздаём большую благодарность Богу за твою добрую славу посреди такого варварского народа, но не освобождаем от обвинения в том, что ты не сразу вспомнил о любезности (нам) твоих блаженных отцов Нерсеса и Григора… Ныне же велением самодержца Августа тебе даруется право обучать в нашей стороне и либо подчинить, либо изгнать из своего (епископского) удела Ересь борборитов. Посланного же тобой Месропа мы рукоположили экклесиастиком».

Первые армянские школы в Западной Армении Месроп открыл между 420—422 годами с помощью полководца Анатолия. Согласно поручению патриарха Аттика, в течение этой миссии Маштоц вёл ожесточённую борьбу против гностической секты «борборитов». Маштоц привёз также императорский приказ полководцу Анатолию об укреплении города Карин и его переименовании в Феодосиополь.
Когда Маштоц вернулся из Западной Армении, он предстал перед новым царём Армении Арташесом IV с докладом о своей миссии в Византии. Деятельность Маштоца в византийской части Армении совпала с обострением политической ситуации в Армении в целом и византийско-сасанидских отношений в частности.
Второй визит в Западную Армению Маштоц нанёс в конце 420-х годов: он посетил провинцию Бардзр Айк (Высокая Армения). В области Шалгомк Месроп обучил первую группу жителей. В областях Спер, Дерджан и Екелеац он оставил помощников из своих учеников и прибыл в Айрарат, откуда последовал на прежнее своё место жительства — в область Голтн. К сожалению, в это же время усилились антиармянские репрессии со стороны персидского самодержца Варахрана V. В 428 году Армянское царство было упразднено, а католикос Саак низложен. Активная фаза миссионерской деятельности Месропа Маштоца в основном завершилась.

### Репрессии Варахрана V
В 428 году под предлогом иска со стороны самих армянских нахараров Варахран V низложил своего вассала, молодого Арташеса IV. По различным обвинениям он и католикос Саак Партев вместе с группой знатных вельмож были вызваны в сасанидскую столицу Ктесифон. Представ перед судом Варахрана V, католикос Саак и армянский царь были окончательно низложены и арестованы. С 428 по 432 годы Месроп Маштоц был практически одинок в своих действиях, которые с тех пор не носили масштабного миссионерского характера. В Армению в качестве католикоса был отправлен некий Сурмак. Через год он практически был изгнан из страны. На этот раз его сменил ассириец Брикшо, который также был отвергнут в Армении. Надо полагать, что Маштоц, как вторая после Саака Партева религиозно-общественная фигура в стране, сыграл важную роль в этих событиях. Уже в 432 году Маштоц не присоединяется к группе армянских князей, которые от Варахрана V требовали освободить католикоса Саака и восстановить его право на патриаршество. Маштоц в обращении к Варахрану V предложил кандидатуру малоизвестного Тирука Заришатци. Такой шаг возможно объяснить лишь осознанием Маштоцем глубоких изменений в политической обстановке страны. Вопрос политических и религиозных репрессий в Армении спровоцировал даже вмешательство со стороны христианской Византии. Варахран V, однако, освобождает Саака, но с ограниченными правами. Католикосом был признан некий Шамуел. Саак Партев был отправлен вглубь страны, в провинцию Багреванд, а Месроп Маштоц назначен им в качестве местоблюстителя. Как и в случае со своими предшественниками, Шамуел был практически проигнорирован армянским духовенством. Саак Партев находился на патриаршеском престоле лишь номинально. Маштоц в Вагаршапате практически исполнял функции армянского католикоса. Он так и не стал официально армянским католикосом, несмотря на то, что после смерти Шамуела (ок. 437) и Саака Маштоц был единственным предводителем армянской церкви. Причиной этого, вероятно, стало его крестьянское незнатное происхождение.

### Визит в Кавказскую Албанию и Иберию. Цари Арсвал и Бакур
Древнеармянские авторы сообщают, что до своего первого визита в Западную Армению Маштоц побывал в Иберии, где с помощью переводчика Джага составил письмена грузинского языка. Ему содействовали в этом царь Бакур и епископ страны Моисей. Историческая концепция создания Маштоцем древнегрузинского алфавита поддерживается авторитетными энциклопедиями
и наибольшим числом авторитетных мировых специалистов.
…И вот тех, которые были собраны из отдельных и разрозненных племён, он (Маштоц) связал божественными заветами и сделал их единым народом, восхваляющим единого бога…

Согласно Корюну, в начале 420 годов с неким иереем переводчиком Бениамином Маштоц создал письмена для алуанцев. Хоренаци, а вслед с ним и Каганкатваци, уточняют, что это было племя гаргарцев. Затем Маштоц лично прибыл в Кавказскую Албанию, где встретился с царём Арсвалом и епископом Иеремией, способствовал распространению албанской письменности, изобретённой им же.
Тогда же на пути из Албании Месроп Маштоц прибыл в Гардман в провинции Утик. Гардманский князь Хурс предоставил в распоряжение Месропа всё своё княжество. Находясь там, он получил приглашение от Ашуши Гугаркского прибыть в его владения, в область Ташир. Во время второго визита в Иберию Маштоцу всячески помогал иберский царь Арчил I.
В Иберии он также оставил учителей из своих учеников.
В это время одним из самых дальних миссионерских путешествий Месропа Маштоца становится его визит в край Баласакан, в древнюю Каспиану.
Йост Гипперт, один из дешифровщиков найденного в 1996 году албанского палимпсеста, на основе анализа букв приходит к выводу, что в основе албанского письма очевидно лежит армянский алфавит, что в свою очередь свидетельствует в пользу исторической традиции, приписывающей создание албанского алфавита Месропу Маштоцу.

### Последние годы жизни и перевод Библии
Для лучшего просвещения страны Месроп Маштоц и католикос Саак отправили своих учеников Езника Кохбаци, Корюна и некоторых других в Византию и северную Месопотамию. В Византии их принял архиепископ Максимиан (431—434). По возвращении в Армению в городе Аштишате ученики доставили Месропу и Сааку письма и каноны Эфесского собора, а также достоверный экземпляр Библии. В связи с интригами вокруг деятельности бывшего греческого патриарха Нестория Маштоц поддерживал связь с главами византийской церкви Кириллом Александрийским, Проклом Константинопольским и др., которые предупреждали о возможном существовании в Армении идеологов несторианства.

Между 432—435 годами Маштоц с католикосом Сааком и своими учениками закончил перевод Библии, работа над которым велась ещё в первые годы создания армянского алфавита. В работе над переводом Библии важную роль сыграли их ученики, которые во главе с Мовсесом Хоренаци были отправлены для высшей учёбы в Александрию. Кроме библейских книг под руководством Месропа Маштоца были переведены многие труды античных авторов, в частности, «Экклесиастика» Евсевия Панфила и т. д. 
И в это время, несомненно, стала чудесной наша желанная и благодатная страна Армения, куда нежданно, благодаря двум равным мужам, прибыли и стали говорить по-армянски законоучитель Моисей вместе с сонмом пророков, и шествующий впереди Павел со всем отрядом апостолов и с животворящим Евангелием Христа.

В последние годы своей деятельности Маштоц был одинок. Сасанидские власти выживали армянского католикоса, который утвердил Месропа в соборной церкви (что в городе Вагаршапате), а сам уединился в провинции страны. После смерти Саака Партева в 439 году на патриарший престол по воле Маштоца был назначен его ученик, священник Иовсеп Вайоцдзорци.
Месроп не только вёл обширную просветительскую деятельность, но и был влиятельным общественным деятелем. Его биограф Корюн пишет: «Для многих узников и заключённых и трепещущих перед лицом насильников он добился отпущения, вызволив их всесильной силой Христа. Он разорвал много несправедливых долговых обязательств…»
Маштоц посвятил 45 лет проповедованию христианства и 35 лет распространению армянской письменности. Скончался после непродолжительной болезни в городе Вагаршапате. Правитель Армении Ваан Аматуни и Амаяк Мамиконян, брат полководца Вардана Мамиконяна, с почестями похоронили Месропа в селе Ошакан, где на могиле в 443 году была построена церковь (она находится в 30 км от Еревана).
Армянская апостольская церковь причислила его к лику святых.

## Алфавит
Армянский алфавит изначально состоял из 36 букв, из которых 7 являлись гласными звуками, а 29 букв — согласными. При наличии десятков диалектов Маштоц определил фонетические нормы для общего литературного языка, выбрал один из видов письма, в частности слева направо (как в греческом), а не справа налево (как в ассирийском). Им были определены орфографические нормы древнеармянского литературного языка.
Этот алфавит был создан гениальным человеком с поразительным чувством родины — был создан однажды и навсегда, — он совершенен. Тот человек был подобен богу в дни творения … Он такой же факт, как этот алфавит. Имя его Месроп Маштоц.

Основные принципы, которых придерживался Месроп, создавая армянский алфавит, были следующие: 1) каждой букве соответствует один звук, каждому звуку — одна буква, исключение составляет только буква «ու» (y), которая состоит из двух буквенных знаков и не входит в алфавит; в этом случае Месроп просто следует греческому алфавиту, в котором звук у графически представлен двумя знаками o и v (> o v); 2) принимается горизонтальное письмо слева направо, в то время как большинство современных Месропу алфавитов придерживалось обратного направления — справа налево; преимущество первого очевидно; 3) в армянском алфавите нет диакритических знаков, характерных для большинства алфавитов того времени, в том числе и греческого, в которых над, под или рядом с буквами ставились особые знаки, призванные уточнить их произношение ; 4) как и для любого живого языка, для армянского языка V века было характерно неодинаковое произношение звуков в разных областях страны, что в какой-то степени нарушало единство произношения. Месропу удалось обойти эти различия и создать так называемое фонемное письмо, представляющее единую звуковую систему армянского языка. Его алфавит основан на весьма тонком понимании фонетики языка.
На протяжении более тысячи шестисот лет армянский алфавит существует почти без изменений. В XI веке были добавлены ещё две буквы: гласная «Օ» (ò) и согласная «Ֆ» (f). До этого для обозначения данных звуков использовались соответственно «Փ» (p’) и «աւ» (aw). Честмир Лоукотка назвал армянский алфавит «наиболее совершенным для своего времени фонетическим письмом».
Считается, что (как и в случае с кириллицей) костяк маштоцевского алфавита употреблялся в Армении задолго до «изобретателя» (как вариант древнесемитского письма). Есть также гипотеза о том, что его отменили с принятием христианства, а Маштоц был инициатором его восстановления и огосударствления. В средние века использовались виды письма «еркатагир», «болоргир», «нотргир», «шхагир», притом со временем графика букв изменилась от квадратных форм к более округлым.

## Творчество
Месроп Маштоц в последние годы занимался в основном переводами, писал церковные стихотворения, церковно-религиозные трактаты. Его произведения являются древнейшими образцами древнеармянской церковной поэзии — творчества Шараканов («Шараканы покаяния») — и лежат в основе армянских духовных песнопений и гимнов. Они составляют важнейшую часть древнеармянского «Шаракноца» (Гимнария). Из его произведений до нашего времени дошли около 130 церковных стихотворений. Творчество Маштоца насыщено гуманизмом и ярким человеческим состраданием.
Бурными волнами сотрясает меня

вихрь моего беззакония, — 

Царь-миротворец, помоги мне!

И несут меня волны по пучинам моря греховного, —

Добрый кормчий, спаси меня!
Лирический диалог Маштоца со Всевышним наполнен человеческими эмоциями, нередко он создаёт драматические картины, подчёркивая духовную немощь простого смертного и его слабость перед Богом.
Поэзия Маштоца представляет собой искреннюю беседу с Господом. Он учит надежде на духовное спасение.
Надежда моя в детстве моём — 

Не оставь меня, мой Господи Боже!

Надежда моя в старости моей — 

Не оставь меня, мой Господи Боже!

Надежда моя в день второго пришествия -

Не оставь меня, мой Господи Боже!
Наиболее известные шараканы «Милосердный Отче!..», «Единосущий зиждитель…», «Боже многомилостивый!..», «В смятенье моём…», «Слёзы раскаянья…» и т. д.
Месроп Маштоц — основатель армянской патристики. Он является автором сборника «Многовещательные речи», долгое время приписываемого Григорию Просветителю. В «Многовещательных речах» Маштоц высказывает идеалистические взгляды на религию и общество.

## Легенды о Маштоце
Одна из старейших легенд о жизни и деятельности Месропа Маштоца записана в «Истории» Вардана Великого (XIII век). Согласно этой легенде Бог, услышав долгие просьбы и молитвы Маштоца, изобразил армянские буквы на одной горе в провинции Балу, которые, якобы, до сих пор видны местным жителям. Легенда рассказывает, что жители почитали это место святыней. В Балу, близ горы св. Месроп, есть местечко, похожее на каменистую могилу, согласно легенде, жители именно это место считали местом создания армянского алфавита, ходили на паломничество и называли его «могилой Маштоца».
Другая средневековая легенда гласит, что Маштоц и Саак с целью изобретения алфавита на сорок дней уединились в пещерах. Во время ночного видения ангел показал им на камне семь букв армянского алфавита. Получив желанное, они спустились с гор.
Ещё одна легенда рассказывает, что во время похорон Маштоца на пути из Вагаршапата в Ошакан люди поставили гроб на одном камне, чтобы отдохнуть от жары, и вдруг из камня потекла вода, люди пили эту воду, утоляя жажду. По другой легенде, Маштоц в момент смерти просил ацикцев поставить его тело на телеге, и куда его повезут волы, там и похоронить. Телега остановилась перед домом одного бедного крестьянина, и ацикцы, считая это место слишком неподходящим, похоронили там только мизинец Маштоца, после чего этом на месте построили часовню, которая стала местом паломничества.

## Ученики
Вокруг Месропа Маштоца образовалась целая плеяда писателей и переводчиков, которые деятельно способствовали христианизации Армении и распространению в ней просвещения. Армянские историографы и учёные V века почти все были учениками Месропа Маштоца.
- Мовсес Хоренаци — крупнейший армянский средневековый историк. В 480-е годы написал свою знаменитую «Историю Армении».
- Корюн — один из старших учеников Маштоца, приближённый Хоренаци. После смерти учителя между 443—450 написал «Житие Маштоца».
- Езник Кохбаци — богослов, автор знаменитой «Опровержение лжеучений». Один из крупных теологов христианства и зороастризма.
- Иовсеп Вайоцдзорци — католикос Армении, духовный лидер страны в течение более 10 лет.
- Вардан Мамиконян — крупнейший средневековый военный деятель Армении, герой и предводитель армянских войск в Аварайрской битве.

В «Истории св. патриарха Саака и вардапета Маштоца» неизвестного автора IX века упомянуты также Мамбрэ (брат Мовсеса Хоренаци), Ардзан Арцруни, Аган Арцруни и Муше.

## Миссия Маштоца в истории Армении
Благодаря деятельности Месропа Маштоца армянский народ вновь обрёл национальную письменность, армянский язык был объявлен в качестве государственного (404 г.). Христианство окончательно закрепилось в армянском народе и в будущем совместно с письменностью стало опорой армян в борьбе против ассимиляции. Если с начала IV века народ исповедовал христианскую религию лишь номинально, то уже в 451 году армяне вышли на Аварайрскую битву. Немецкий историк и востоковед Йозеф Маркварт писал:
«Народ, который породил таких мужей и почитает их, как своих героев, и следует их примеру, никогда не погибнет».
Месроп Маштоц — первый армянский учитель. Современная армянская письменность, созданная Месропом, стала одним из краеугольных камней Армянской церкви, оказавшей огромное духовное влияние на армянский народ в те долгие века, пока Армения находилась под властью других государств.
Истории редко известны имена создателей алфавитов в древности. Месроп Маштоц — первый исторический деятель, создание которым письменной системы связано не с легендой (например, как с автором готского (или мезоготского) алфавита Вульфилой, IV в.), а документально подтверждено. Маштоц не только создатель алфавита, но также великий просветитель, который, в отличие от других изобретателей систем письма, лично открывал школы в разных провинциях страны и способствовал распространению грамотности.

## Память
В честь Маштоца назван проспект в Ереване.
«Месроп Маштоц» (1988) — Арменфильм, режиссёр Левон Мкртчян.
В 1993 году учреждена государственная награда Армении — орден Святого Месропа Маштоца.
Имя Месропа Маштоца носил самолёт Airbus A320 в авиакомпании Armavia, потерпевший катастрофу в 2006 году.
- Празднование 1500-летия армянского алфавита в Эчмиадзине, Российская империя, 1912 год. Католикос Геворг V в центре
- Почтовая марка СССР, 1962 год
- Памятник Месропу Маштоцу на почтовой марке Армении, 2020
- Памятник в Горисе
- Скульптура

### Первичные источники
- Корюн. Житие Маштоца / Пер. с древнеармянского Ш. В. Смбатяна и К. А. Мелик-Огаджаняна. — М.: Айпетрат, 1962.
- Мовсес Хоренаци. История Армении / Пер. с древнеарм. языка, примечания Г. Саркисяна; Ред. С. Аревшатян. — Ереван: Айастан, 1990.
- Мовсес Каланкатуаци. История страны Алуанк / Перевод с др.-арм., предисловие и комментарий Ш. В. Смбатяна. — Ереван, 1984.

### Исследования
на армянском языке
- Абраамян А.[арм.]. Проблема домаштоцевской армянской литературы // Вестник Матенадарана. — Ереван, 1941. — № 1. — С. 41—52.
- Абрамян А. Г. Датировка создания армянского алфавита // Месроп Маштоц. Сборник статей. — Ереван, 1963. — С. 103—131.
- Акинян Н. А. Св. Вардапет Маштоц, жизнь и деятельность. — Вена, 1949.
- Алпоячян А.[арм.]. История армянской школы. — Каир: New Star Press, 1946. — Т. I.
- Асланян А. Высшее образование // Армянская советская энциклопедия. — Ереван, 1976. — Т. 2. — С. 323—326.
- Ачарян Г. А. . Армянские письмена. — Ереван: Изд. Ер. университета, 1984.
- Бюракн. — 1898. — № 29.
- Габриелян Г. Г. Мировоззрение Месропа Маштоца // Месроп Маштоц. Сборник статей. — Ереван, 1963. — С. 87—99.
- Ганаланян А. Т. Месроп Маштоц в армянских преданиях // Месроп Маштоц. Сборник статей. — Ереван, 1963. — С. 327—341.
- Григорян В. Вагаршапатские собрания // Армянская советская энциклопедия. — Ереван, 1985. — Т. 11. — С. 251—252.
- Еремян С. Начало армянского письма и литературы // История армянского народа. — Ереван: Издательство АН Арм. ССР, 1984. — Т. II. — С. 423—426.
- Еремян С. Установление Сасанидского владычества в Армении // История армянского народа. — Ереван: Издательство АН Арм. ССР, 1984. — Т. II. — С. 165—171.
- Еремян С. Школа. Образование // История армянского народа. — Ереван: Издательство АН Арм. ССР, 1984. — Т. II. — С. 426—429.
- Еремян С. Восстание 419—421 годов. Падения Аршакидского царства // История армянского народа. — Ереван: Издательство АН Арм. ССР, 1984. — Т. II. — С. 123—125.
- Коланджян С. Неизвестный унциальный фрагмент «Армянской истории» Мовсеса Хоренаци и длительность использования данииловых письмён // Вестник Матенадарана. — Ереван, 1958. — № 4. — С. 163—182.
- Матевосян А.[арм.]. Вагаршапатская школа // Армянская советская энциклопедия. — Ереван, 1985. — Т. 11. — С. 251.
- Многовещательные речи. — Вагаршапат, 1894.
- Мовсес Хоренаци. История Армении / Пер. с древнеарм. языка, введение и примечания Ст. Малхасянца. — Ереван, 1997.
- Мушегян А.[арм.]. Кто был Араван һАзарапет? // Вестник общественных наук. — Ереван, 1983. — № 7. — С. 67—76.
- Налбандян В. С. Жизнь и деятельность Месропа Маштоца // Месроп Маштоц. Сборник статей. — Ереван, 1963. — С. 5—57.
- Пивазян Э.[арм.]. Проблема домаштоцевской армянской письменности и литературы // Месроп Маштоц. Сборник статей. — Ереван, 1963. — С. 285—324.
- Саркисян А. Балу. — Каир, 1932.
- Севак Г. Г. Месроповские письмена // Месроп Маштоц. Сборник статей. — Ереван, 1963. — С. 163—208.
- Срвандзтян Г. Хноц ев нороц. — Константинополь, 1874.
- История армянского народа (С начала до XVIII века): учебник для вузов. — Ереван, 1975.
- Ишханян Р. Месроповские школы // Армянская советская энциклопедия. — Ереван, 1981. — Т. 7. — С. 472.
- Ишханян Р. Месроп Маштоц // Армянская советская энциклопедия. — Ереван, 1981. — Т. 7. — С. 469—471.

на русском языке
- Агаян Э. Б. Месроп Маштоц // Видные деятели армянской культуры (V—XVIII века). — Ереван, 1982. — С. 7—17.
- Азия на рубеже древности и средневековья. Закавказье в IV—XI вв. // История Востока. — Восточная литература, 1995. — P. 34—41.
- Армения в III—IV вв. // Всемирная история / Под редакцией С. Л. Утченко (ответственный редактор), Д. П. Каллистова, А. И. Павловская, В. В. Струве. — М.: Гос. изд.-во полит. литературы, 1956. — Т. 2. — С. 761—770.
- Армянские жития и мученичества V—VII вв. / Перевод с древнеармянского, вступительные статьи и примечания К. С. Тер-Давтян. — Ереван: Наири, 1994. — С. 34—46.
- Битов А. Г. Путешествие из России. — М.: Вагриус, 2003.
- Всеобщая история Вардана Великого / Пер. Н. О. Эмина. — М., 1861.
- Дворецкий И. X. Древнегреческий словарь. — М., 1950. — Т. 1.
- Джагацпанян Е. Д. Вагаршапатские соборы // Православная энциклопедия. — М., 2003. — Т. 6. — С. 490—491.
- История Древнего мира / Под ред. И. М. Дьяконова, В. Д. Нероновой, И. С. Свенцицкой. — 2-е изд. — М., 1983. — Т. 3. Упадок древних обществ. — С. 201—220.
- Корюн. Житие Маштоца / Пер. с древнеармянского Ш. В. Смбатяна и К. А. Мелик-Огаджаняна. — М.: Айпетрат, 1962.
- Кузнецов И. В. Удины: источники и новые материалы. — Краснодар, 1999.
- Лаукотка Ч. Развитие письме. — М., 1950.
- Манандян Я. Месроп Маштоц и борьба армянского народа за культурную самобытность. — Ереван: Армфан, 1941.
- Ольдерогге Д. А. Из истории армяно-эфиопских связей (Алфавит Маштоца) // Древний Восток. — М.: Наука, 1975. — Вып. 1. — С. 208—218.
- Тревер К. В. Очерки по истории и культуре Кавказской Албании IV в. до н. э.—VII в. н. э.. — М.—Л., 1959.
- Шаракан. Из армянской поэзии V—XV вв. / Переводы Сурена Золяна. — Ереван: Хорурдаин грох, 1990.
- Эмин Н. О. Исследования и статьи. — М., 1896.
- Юзбашян К. Н. . Армянские рукописи // Рукописная книга в культуре народов Востока. — М.: Наука, 1987. — С. 145—176.

на английском языке
- Alphabets // The New Encyclopaedia Britannica. — Encyclopaedia Britannica, 1981.
- Campbell G. L., King G. Compendium of the World's Languages. — Routledge, 2013.
- Chaumont M. L. Balāsagān // Encyclopaedia Iranica. — 1987. — Vol. III. — P. 580—582.
- Gippert J. Die Entstehung der kaukasischen Alphabete als kulturhistorisches Phänomen / The Creation of the Caucasian Alphabets as Phenomenon of Cultural History. Referate des Internationalen Symposiums // Veröffentlichungen zur Byzanzforschung. — Wien, 2005. — № 28. — С. 39—50.
- Grenoble L. A. Language Policy in the Soviet Union. — Kluwer Academic Publishers, 2003.
- Herouni P. M. Armenians and Old Armenia. Archaeoastronomy. Linguistics. Oldest History. — Yerevan,, 2004.
- Martin H.-J. The History and Power of Writing / Translated by Lydia G. Cochrane. — University of Chicago Press, 1995.
- Merriam-Webster. Merriam-Webster’s Encyclopedia of Literature. — Merriam-Webster, 1995.
- Mesrob // The Catholic Encyclopedia. — Universal Knowledge Foundation, 1913.
- Rayfield D. The Literature of Georgia: A History. — Routledge, 2000.
- The Cambridge History of the Bible. — Cambridge University Press, 1975.
- The New Encyclopaedia Britannica. — Encyclopaedia Britannica, 2005.
- Thomson R. W. Armenian Literary Culture through the Eleventh Century // The Armenian People From Ancient to Modern Times: The Dynastic Periods: From Antiquity to the Fourteenth Century / Edited by Richard G. Hovannisian. — St. Martin’s Press, 1997. — Vol. I. — P. 199—241.
- Toumanoff C. Arsacids. The Arsacid dynasty of Armenia // Encyclopaedia Iranica. — 1987. — Vol. II. — P. 543—545.
- van Lint T. M. From Reciting to Writing and Interpretation: Tendencies, Themes, and Demarcations of Armenian Historical Writing // The Oxford History of Historical Writing: 400-1400 / Edited by Sarah Foot and Chase F. Robinson. — Oxford University Press, 2012. — Vol. 2. — P. 180—200.

на немецком языке
- Braun O. Das Buch der Synhados. — Stuttgard, Wien, 1900.
- Hallier L. Untersuchungen über die Edessinische Chronik. — Lepzig, 1892.

на французском языке
- Dulaurier Ed. Recherches sur la chronologie arménienne. — Paris, 1859.